# Coupe d'Asie de football des moins de 23 ans
La Coupe d'Asie de football des moins de 23 ans est une compétition de football qui oppose les meilleures sélections nationales d'Asie des moins de 23 ans. Elle est organisée par l'AFC. Sa première édition en 2013 concernait les joueurs de moins de 22 ans.

## Résultats

### Par édition
| N°  | Édition | Pays hôte       | Vainqueur           | Finaliste       | Troisième place | Quatrième    |
| --- | ------- | --------------- | ------------------- | --------------- | --------------- | ------------ |
| 1er | 2013    | Oman            | Irak (1)            | Arabie saoudite | Jordanie        | Corée du Sud |
| 2e  | 2016    | Qatar           | Japon (1)           | Corée du Sud    | Irak            | Qatar        |
| 3e  | 2018    | Chine           | Ouzbékistan (1)     | Viêt Nam        | Qatar           | Corée du Sud |
| 4e  | 2020    | Thaïlande       | Corée du Sud (1)    | Arabie saoudite | Australie       | Ouzbékistan  |
| 5e  | 2022    | Ouzbékistan     | Arabie saoudite (1) | Ouzbékistan     | Japon           | Australie    |
| 6e  | 2024    | Qatar           | Japon (2)           | Ouzbékistan     | Irak            | Indonésie    |
| 7e  | 2026    | Arabie saoudite |                     |                 |                 |              |

### Par nation
| Pays            | Vainqueur | Finaliste | Troisième | Années     |
| --------------- | --------- | --------- | --------- | ---------- |
| Japon           | 2         | 0         | 1         | 2016, 2024 |
| Arabie saoudite | 1         | 2         | 0         | 2022       |
| Ouzbékistan     | 1         | 2         | 0         | 2018       |
| Corée du Sud    | 1         | 1         | 0         | 2020       |
| Irak            | 1         | 0         | 2         | 2013       |
| Viêt Nam        | 0         | 1         | 0         | -          |
| Australie       | 0         | 0         | 1         | -          |
| Jordanie        | 0         | 0         | 1         | -          |
| Qatar           | 0         | 0         | 1         | -          |

## Palmarès

### Sélectionneurs vainqueurs
| Année | Sélectionneur     | Vainqueur avec  |
| ----- | ----------------- | --------------- |
| 2013  | Hakeem Shaker     | Irak            |
| 2016  | Makoto Teguramori | Japon           |
| 2018  | Ravchan Khaydarov | Ouzbékistan     |
| 2020  | Kim Hak-bum       | Corée du Sud    |
| 2022  | Saad Al-Shehri    | Arabie saoudite |
| 2024  | Go Oiwa           | Japon           |

### Prix
| Tournoi | Meilleur joueur    | Meilleur(s) buteur(s) | Buts | Meilleur gardien  | Prix du fair-play |
| ------- | ------------------ | --------------------- | ---- | ----------------- | ----------------- |
| 2013    | Amjad Kalaf        | Kaveh Rezaei          | 5    | Non attribué      | Corée du Sud      |
| 2016    | Shoya Nakajima     | Ahmed Alaaeldin       | 6    | Non attribué      | Japon             |
| 2018    | Odiljan Hamrobekov | Almoez Ali            | 6    | Non attribué      | Viêt Nam          |
| 2020    | Won Du-jae         | Jaroensak Wonggorn    | 3    | Song Bum-keun     | Arabie saoudite   |
| 2022    | Ayman Yahya        | Cho Young-wook        | 3    | Nawaf Al-Aqidi    | Arabie saoudite   |
| 2024    | Joel Chima Fujita  | Ali Jasim             | 4    | Abduvohid Nematov | Ouzbékistan       |